# 葉利霍維奇
49°50′4″N 24°54′46″E / 49.83444°N 24.91278°E
葉利霍維奇（羅馬化：Yelykhovychi）是烏克蘭西部的村落，位於利維夫州佐洛奇夫區，隸屬佐洛奇夫市鎮，始建於1447年，面積3.22平方公里，海拔高度310米，2001年人口807，人口密度每平方公里250.39人。